# Robert Carlson (żeglarz)
Robert Earl „Bob” Carlson (ur. 11 kwietnia 1905 w San Francisco, zm. 14 kwietnia 1965 w Orange) – amerykański żeglarz sportowy, medalista olimpijski.
Podczas letnich igrzysk olimpijskich w Los Angeles (1932) zdobył, wspólnie z Temple’em Ashbrookiem, Fredericem Conantem, Donaldem Douglasem i Charlesem Smithem, srebrny medal w żeglarskiej klasie 6 metrów.